# Seiridium
Seiridium — рід грибів родини Pestalotiopsidaceae. Назва вперше опублікована 1817 року.